# Eek le chat
Eek le chat (Eek! The Cat puis Eek! Stravaganza) est une série d'animation américano-canadienne en 63 épisodes (5 saisons), créée par Savage Steve Holland et Bill Kopp. Elle a été diffusée pour la première fois aux États-Unis du 12 septembre 1992 au 5 septembre 1997 sur Fox Kids.
La propriété de la série est passée à Disney en 2001 lorsque Disney a acquis Fox Kids Worldwide. Mais la série n'est pas disponible sur Disney+,,.
En France, la série était diffusée sur France 2, et en Belgique sur Club RTL.

## Synopsis
Un chat violet nommé Eek passe son temps à vouloir aider les autres, mais certaines situations lui causent des problèmes. Il ne peut communiquer ni avec les membres de sa famille adoptive, ni avec Sharky (son pire cauchemar), ni avec Annabelle sa petite amie.
Humour slapstick que le personnage principal subit tout au long des épisodes pour le plaisir des téléspectateurs. Certains épisodes varient tout au long des saisons entre épisodes musicaux et épisodes spéciaux (Noël, etc.).

## Distribution

### Voix originales
- Bill Kopp : Eek le chat
- Tawny Kitaen : Annabelle
- Elinor Donahue : la mère
- Elizabeth Daily : Wendy Elizabeth
- Charles Adler : J.B.
- Dan Castellaneta : Mittens
- Brad Garrett : Zoltar
- Weird Al Yankovic : lui-même
- Gillian Anderson, Mister T., Susan Clarke, Steve Townsend, Sin James, John Walsh : voix additionnelles

### Voix françaises
- Luq Hamet : Eek, Elmo, JB, l'un des dinosaures, voix diverses
- Évelyn Séléna : Annabelle
- Daniel Russo : Clive le journaliste, l'un des dinosaures, l'un des hommes de caverne, voix diverses
- Jean-Claude Robbe : Zoltar le destructeur, l'un des hommes de caverne, voix diverses
- Francette Vernillat : voix additionnelles

## Production
Aux États-Unis, la série était diffusée sur la chaîne Fox Kids tous les samedis matins en 1992 et durait de 20 à 22 minutes pendant sa première saison. Durant la deuxième saison, l'émission a été écourtée de 10 minutes.
L'un des créateurs de la série, Bill Kopp, a quitté la production pour créer sa propre émission sur Walt Disney Television : The Schnookums and Meat Funny Cartoon Show.
Certains épisodes d'Eek! Stravaganza ont été rediffusés de 1998 à 1999 sur la chaîne Fox Family, aujourd'hui ABC Family, qui en possède les droits.
Les épisodes ont été commercialisés en VHS à partir de 1995. En 2001, les droits de Eek et des Power Rangers ont été rachetés par la Walt Disney Company.
Certaines des saisons de la série sont disponibles sur le site internet d'ABC Family ; ils peuvent aussi être visionnées sur les chaînes de Jetix et Jetix Play dans certains pays d'Europe.

## Épisodes
Première saison (1992)
1. Titre français inconnu (Misereek)
2. Titre français inconnu (Bearz N' the Hood)
3. Titre français inconnu (Catsanova)
4. Titre français inconnu (Eek vs. the Flying Saucers)
5. Titre français inconnu (Cape Fur)
6. Titre français inconnu (HallowEek)
7. Titre français inconnu (Eek's International Adventure)
8. Titre français inconnu (HawaiiEek 5-0)
9. Titre français inconnu (Great Balls of Fur)
10. Titre français inconnu (The Whining Pirates of Tortuga)
11. Titre français inconnu (The Eekcidental Tourist)
12. Titre français inconnu (It's a Wonderful Nine Lives)
13. Titre français inconnu (The Eeksterminator)

Deuxième saison (1993–1994)
1. Titre français inconnu (Shark Therapy / Speed FrEek)
2. Titre français inconnu (Rocketship to Jupiter / Eek's Funny Thing That He Does)
3. Titre français inconnu (Eekpocalypse Now! / Eex Men)
4. Titre français inconnu (Quadrapedia / Night on Squishy Mountain)
5. Titre français inconnu (Star TrEek / Eeking Out a Living)

Troisième saison (1994-1995)
1. Titre français inconnu (Paws / In the Line of Fur)
2. Titre français inconnu (Chariots of Fur / Honey I Shrunk the Cat)
3. Titre français inconnu (Shark Doggy Dog / Fatal Eektraction)
4. Titre français inconnu (The Good, the Bad and the Squishy)
5. Titre français inconnu (Eek's SnEek PEek)
6. Titre français inconnu (The Eex Files)
7. Titre français inconnu (Paw Sores)
8. Titre français inconnu (The Eeksorcist)
9. Titre français inconnu (Lord of the Fleas)
10. Titre français inconnu (Eekstremely Dull)
11. Titre français inconnu (Eeksy Rider / A Sharkdog Day Afternoon)
12. Titre français inconnu (Rebel Without the Claws)
13. Titre français inconnu (This Eek's Your Life)
14. Titre français inconnu (Try Hard)

Quatrième saison (1995-1996)
1. Titre français inconnu (Valley of the Dogs)
2. Titre français inconnu (Pup Fiction)
3. Titre français inconnu (Natural Bored Kittens)
4. Titre français inconnu (OutbrEek)
5. Titre français inconnu (Octopussy Cat)
6. Titre français inconnu (Going to Eekstremes)
7. Titre français inconnu (Dazed and Eekstremely Confuzed)
8. Titre français inconnu (Eek Space 9)
9. Titre français inconnu (The GraduEek)
10. Titre français inconnu (PolitEekly Correct)

Cinquième saison (1996-1997)
1. Titre français inconnu (DiabolEek)
2. Titre français inconnu (MystEek Pizza)
3. Titre français inconnu (Eek Bin Ein Berliner)
4. Titre français inconnu (Snowbored)
5. Titre français inconnu (Fists of Furry)
6. Titre français inconnu (The Island of Dr. Meow)
7. Titre français inconnu (Nightmare on Elmo St.)
8. Titre français inconnu (Show Squirls)
9. Titre français inconnu (Eekscaliber)
10. Titre français inconnu (The FugEektive)
11. Titre français inconnu (The Sound of MusEek)
12. Titre français inconnu (Rock-Eek 6)